# Die neuen Ideen im Schachspiel
Die neuen Ideen im Schachspiel é o título original em língua alemã de uma obra-prima da literatura enxadrística escrita por Ricardo Réti, um dos fundadores da Escola Hipermoderna. Não foi ainda traduzida para a língua portuguesa, mas pode ser encontrada nas livrarias brasileiras em sua versão inglesa, Modern Ideas in Chess.